# Mindorói füleskuvik
A mindorói füleskuvik (Otus mindorensis) a madarak (Aves) osztályának a bagolyalakúak (Strigiformes) rendjéhez, ezen belül a bagolyfélék (Strigidae) családjához tartozó faj.

## Rendszerezése
A fajt John Whitehead angol kutató írta le 1968-ben, a Scops nembe Scops mindorensis néven.

## Előfordulása
A Fülöp-szigetekhez tartozó Mindoro szigetén honos. Természetes élőhelyei a szubtrópusi és trópusi hegyi esőerdők. Állandó, nem vonuló faj.

## Megjelenése
Testhossza 19 centiméter.

## Természetvédelmi helyzete
Az elterjedési területe kicsi, egyedszáma 10000-19999 példány közötti és csökken. A Természetvédelmi Világszövetség Vörös listáján mérsékelten fenyegetett fajként szerepel.